# Annaziden
Die Annaziden oder Banu Annaz (arabisch عنازيون, DMG ʿAnnāziyūn oder بنو عناز Banū ʿAnnāz; 990–1116) waren eine kurdische Dynastie, die über das heutige Grenzland zwischen dem Iran und Irak regierten. Das Gebiet umfasste Kermānschāh, Ilam, Hulvan, und Dinawar im heutigen Westiran und Schahrazor, Daquq, Daskara, Bandanijin (Mandali) und Numaniyya im heutigen südöstlichen Irak. Nach dem kurdischen Geschichtsbuch Scherefname, war der Name der Dynastie Ayyar und nicht Annaz.

## Abu ’l-Fath Muhammad ibn Annaz
Abul-Fath Mohammad bin Annaz (regierte 990–1011) war der Gründer der Annazidendynastie und herrschte in Hulvan. Politische Konflikte während seiner 20-jährigen Herrschaft führten zu Zusammenstößen im Westen mit den Uqailiden, von denen er vorübergehend 998 Daquq eroberte, und mit den Mazyadiden sowie auch zu einer Kampagne gegen Zahman bin Hendi, Herrscher von Chanaqin, dessen Familie er 999 beseitigte. Im Osten gab es einen harten Wettstreit mit den kurdischen Hasanwayhiden, mit denen er über Heirat verwandt war. Im Jahr 1006 entsandte Badr bin Hasanwaih mit Hilfe des Mazyadiden Ali 10.000 Mann gegen Abul-Fath, der zusammen mit den buyidischen Statthalter Amid al-Dschuyusch Abu Ali al-Hasan Zuflucht in Bagdad suchen musste. In einem Vertrag zwischen den kurdischen Dynastien erklärte sich Abul-Fath zu einem Vasallen der Hasanwayhiden.

## Abu ’sch-Schauk Faris ibn Muhammad
Hosam-al-Dawla Abul-Shawk (regierte 1011–1046) war der Sohn Abul-Fath Annazs. Seine 36-jährige Herrschaft war sowohl mit internen als auch externen Kämpfen angefüllt. Als Folge reichte seine Autorität maximal bis nach Hilla oder schrumpfte auf einen kleinen Bereich im heutigen Westiran. Er begann seine Herrschaft damit, dass er einen Angriff des neuen buyidischen Wesirs Fachr al-Mulk aufhielt, aber er war dadurch gezwungen sich nach Hulvan zurückzuziehen, bis eine Versöhnung erreicht wurde. 1029 schaffte er es, Schams ad-Daula zu besiegen und die seldschukischen Türken aufzuhalten, nachdem diese Hamadan eingenommen und Dinawar sowie Asadabad angegriffen hatten. Im gleichen Jahr besiegte Abul-Shawk die Uqailiden und nahm Daquq ein. 1038/1039 eroberte er Kermanschah und nahm dessen Herrscher, einen Quhid-Kurden, gefangen. 1040 versuchte sein Sohn Abul-Fath Abul-Shawk Gebiete des Mohalhel zu erobern, wurde aber besiegt und gefangen genommen. Mohalhel sicherte sich die Hilfe des Kakuyidenherrschers Ala al-Daula von Hamadan und eroberte Dinawar, Kermanschah und andere Gebiete. Die Beziehungen zwischen Abul-Shawk und Mohalhel verbesserten sich durch das Eingreifen Dschalal ad-Daulas, aber Mohalhels Weigerung, Abul-Fath bin Shawk freizulassen, führte zu neuen Feindschaften in den Jahren 1040 und 1042. Abul-Shawk schaffte es nicht, seinen Sohn zu befreien, der in Gefangenschaft starb. In einer zweiten Kampagne (1042) verursachte Mohalhel große Schäden an der Stadt Sanandadsch.
Im Jahr 1045 hatte der Seldschuke Tughrul Beg vor, die annazidischen Gebiete zu erobern. Während seines Feldzuges floh der kurdische Herrscher von Hamadan und Abul-Shawk zog sich von Dinawar nach Kermanschah zurück und von dort in die Festung Sirwan am Fluss Diyala, wo sich viele Kurden um ihn sammelten. Die Annaziden waren nicht fähig, den Vormarsch der Türken zu stoppen, die Hulvan und Mahidasht eroberten und Chanaqin angriffen. Abul-Shawk starb in der Festung Sirwan im April 1046. Seine Anhänger sammelten sich um Mohalhel.

## Muhalhil ibn Muhammad
Der Kampf zwischen rivalisierenden Annaziden setzte sich auch während Mohalhels Herrschaft fort, besonders als sich Sa'di bin Abul-Shawk mit Tughrul Begs Halbbruder  Ibrahim Inal gegen seinen Onkel wendete. Inal nahm 1046 Hulvan im Namen des Hasanwayhidenherrschers Badr bin Taher bin Helal ein. Nach vier Jahren voller Bemühungen um eine Versöhnung zwischen Annaziden und Seldschuken traf sich Mohalhel 1050 mit Tughrul Beg, der seine Herrschaft über Sirwan, Daquq, Schahrazor und Samagan stärkte und seinen Bruder Sokrab frei ließ.

## Niedergang der Dynastie
Einen Niedergang der Herrschaft kann man über mehrere Generationen beobachten. Die letzte Erwähnung eines Annazidenherrschers war in der zweiten Hälfte des 12. Jahrhunderts, als Sokrab bin Annaz der Herrscher von Lorestan wurde. Nach dem Historiographen Ibn al-Athir und der Scherefname dauerte die Ära der Annaziden 130 Jahre.

## Herrscherliste
| Name                                          | Herrschaft   | Kommentar              |
| Abul-Fath Mohammad bin Annaz                  | 991–1011     |                        |
| Husam al-Dawla Abu'l Shawk Faris ibn Muhammad | 1011–1046    |                        |
| Muhalhil ibn Muhammad                         | 1011–1055    | In Schahrazor          |
| Surkhab I. ibn Muhammad                       | 1011–1046    | In Bandanijin          |
| Sa'idi ibn Faris                              | 1050–1055    | Zeitweilige Herrschaft |
| Surkhab II. ibn Badr                          | ? –1107      |                        |
| Abu Mansur ibn Surkhab                        | 1107– ?      |                        |
| Surkhab III. ibn Annaz                        | späte 1100er |                        |